# Манакін-свистун
Манакін-свистун (Schiffornis) — рід горобцеподібних птахів родини бекардових (Tityridae). Включає 7 видів.

## Назва
Рід Schiffornis названо на честь німецького фізіолога та анатома Моріца Шиффа (1823—1896).

## Систематика
Традиційно рід Schiffornis відносили до родини манакінових (Pipridae). У 2007 році, на основі молекулярного філогенезу, віднесли до бекардових.

## Поширення
Тиранки живуть у тропічних гірських вологих лісах Центральної і Південної Америки.

## Види
- Манакін-свистун рудий (Schiffornis major)
- Манакін-свистун бурий (Schiffornis turdina)
- Лорон вохристий (Schiffornis stenorhyncha)
- Лорон іржастий (Schiffornis aenea)
- Лорон північний (Schiffornis veraepacis)
- Лорон оливковий (Schiffornis olivacea)
- Манакін-свистун зелений (Schiffornis virescens)